# Jäkkviks kapell
Jäkkviks kapell är en kyrkobyggnad i Jäkkvik i Luleå stift. Kapellet tillhör Arjeplogs församling.

## Kyrkobyggnaden
Kapellet är en salkyrka med ingång och vapenhus i södra långsidan samt tillbyggd sakristia bakom altaret vid norra långsidan. Timmerstommen kläddes med panel 1897. Byggnaden har sadeltak med en takryttare.

### Inventarier
Predikstolen snidades 1877. Nuvarande inredning och målning tillkom 1897.

## Historik
Kapellet uppfördes ursprungligen 1777 i Lövmokk, knappt fyra kilometer norr om Jäkkvik, för att ersätta Silbojokks kyrka.  Byggmästare var Olof Mårtensson i Sakkavare. Kapellet togs i bruk samma år. Invid kapellet uppfördes en prästkammare och en stuga för skolmästaren. Gudstjänst firades där två gånger varje sommar och i samband med detta hölls även skola för samernas barn. Skolfunktionen drogs in 1820 och från och med mitten av 1800-talet hölls bara en gudstjänst per sommar vid Lövmokk. År 1884 beskrevs kapellet såsom varande i dåligt skick. Läget ansågs då också vara opraktiskt för besökarna, som i allt större utsträckning var nybyggare, varför det föreslogs att kapellet skulle flyttas till Jäkkvik. Så skedde 1885.

## Galleri

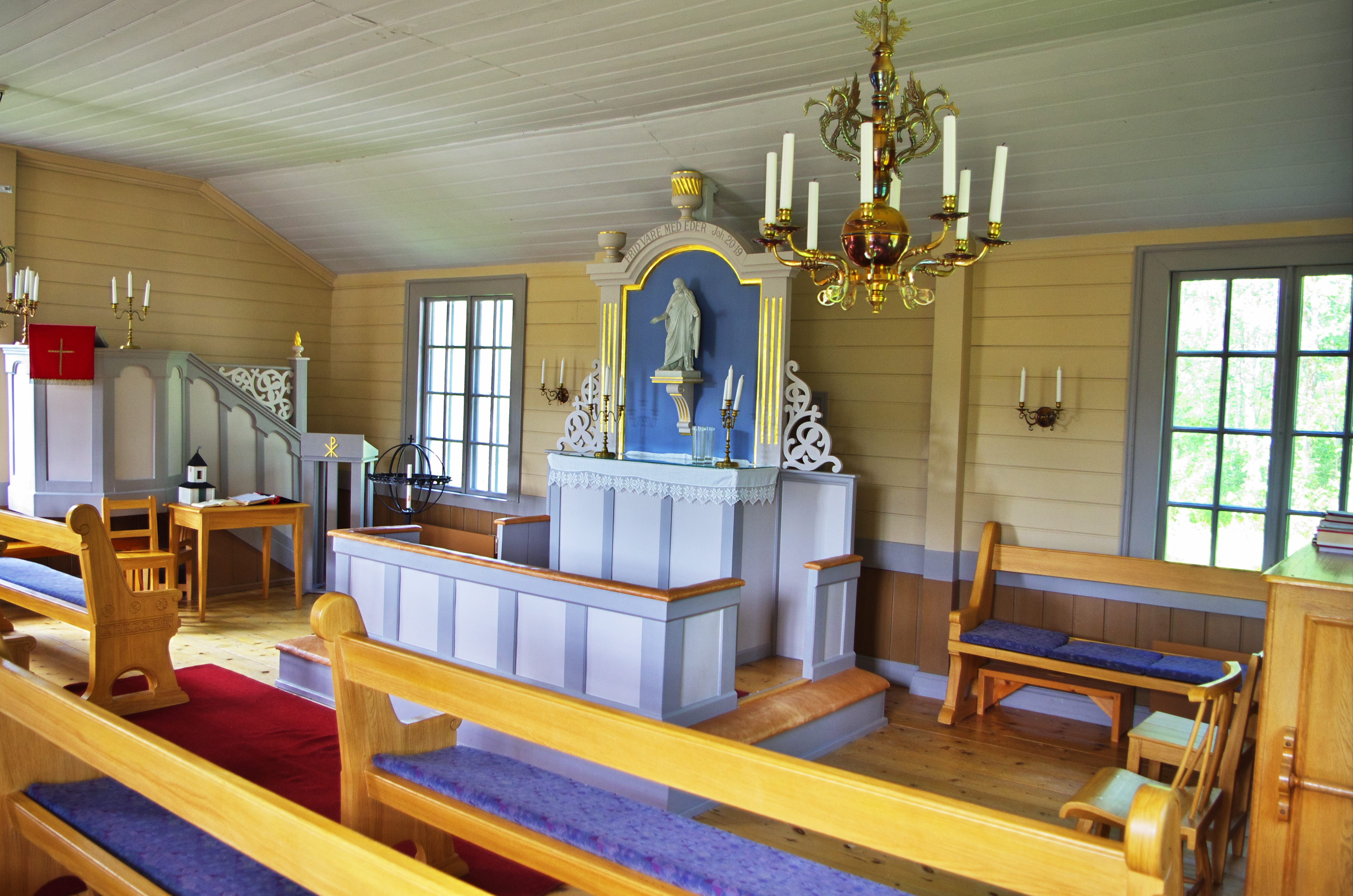
Interiör av Jäkkviks kapell. Bakom altaret finns en dörr till sakristian.
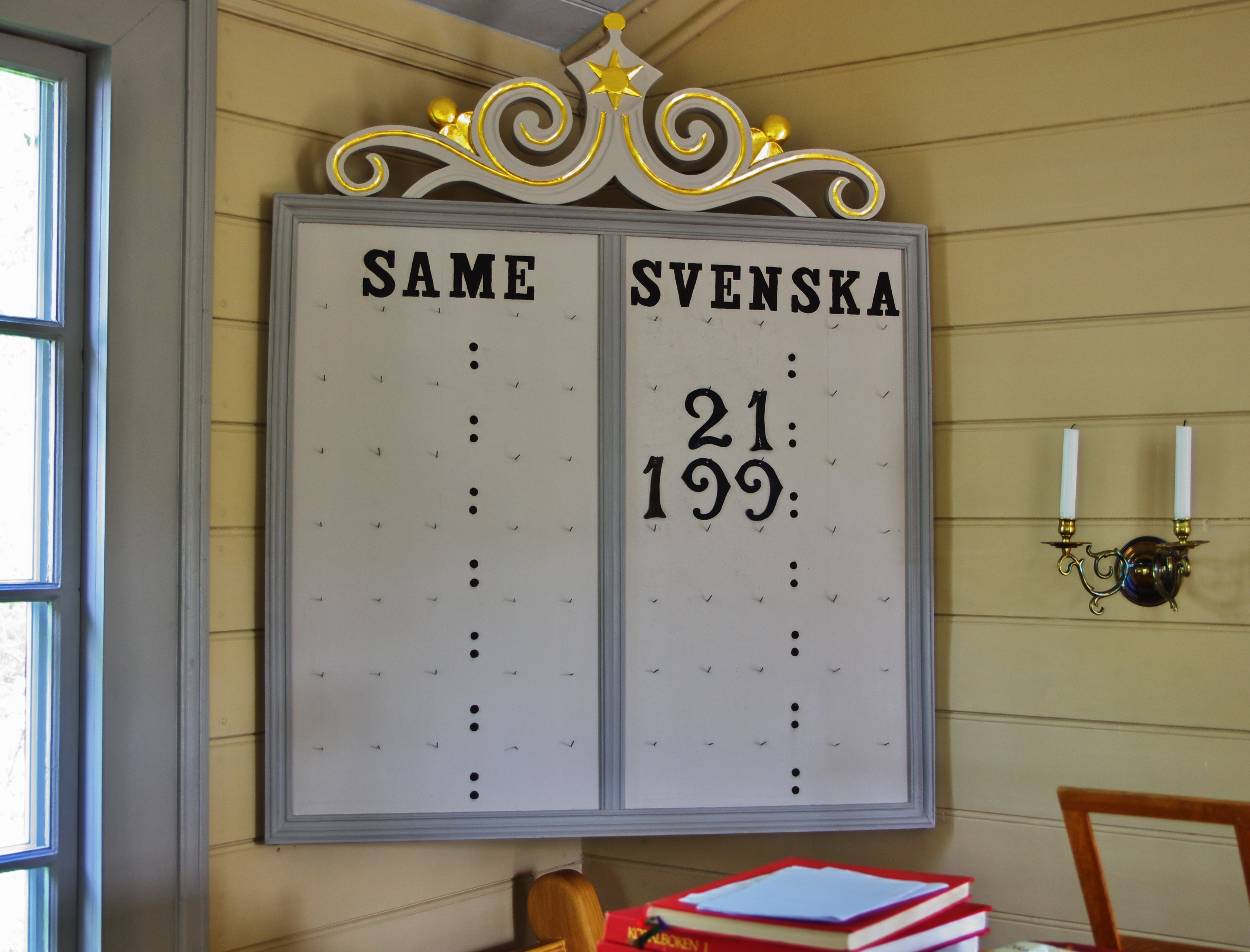
Psalmtavla för samiska och svenska psalmboken.
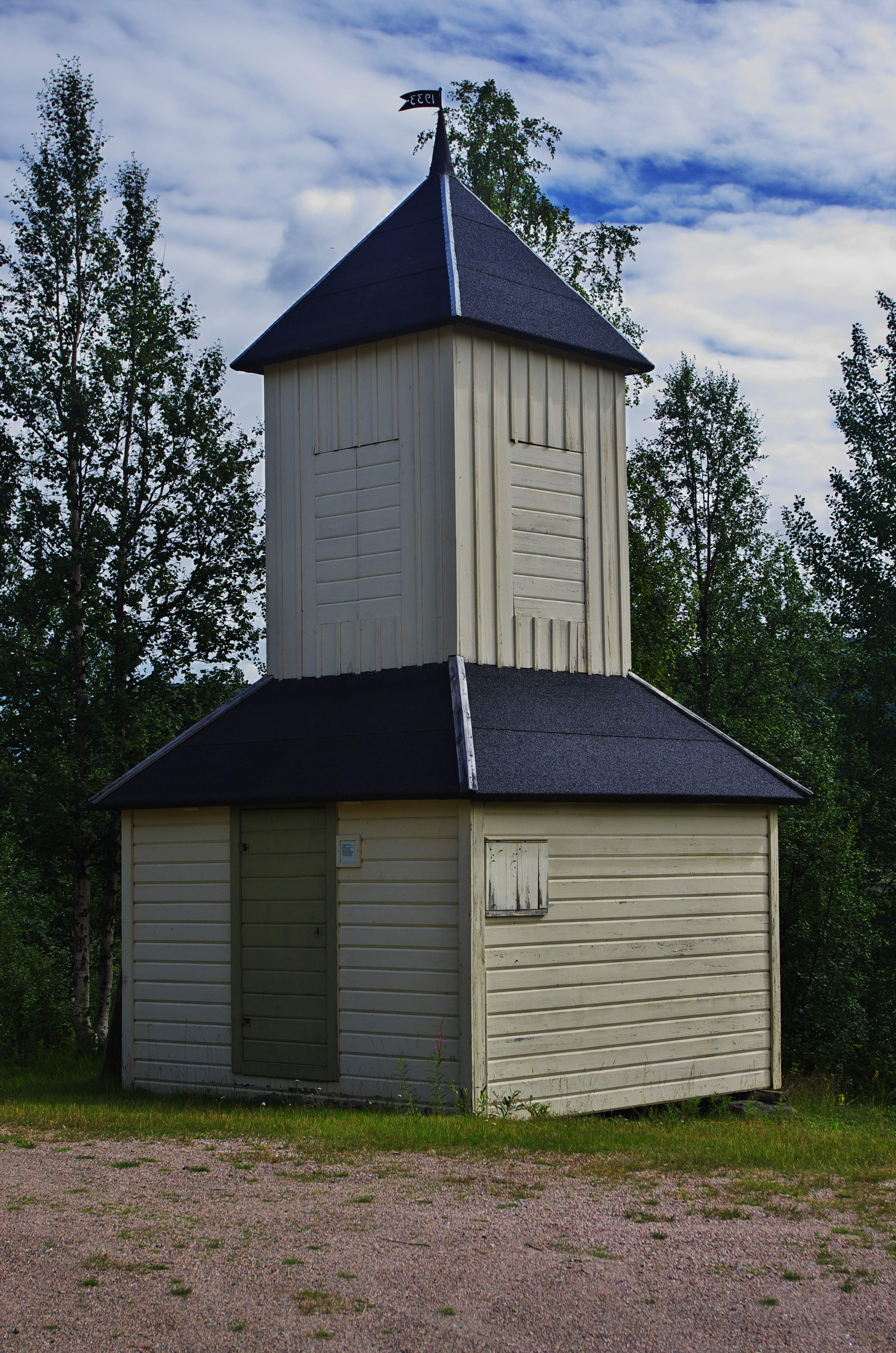
Klockstapeln